# Virginia Raggi
Virginia Elena Raggi (Róma, 1978. július 18. –) olasz politikusnő, 2016. június 22-től 2021. október 21-ig Róma polgármestere, az 5 Csillag Mozgalom tagja.

## Életrajza
Róma Appio-Latino negyedében nőtt fel, a Newton I. reálgimnáziumban érettségizett. Jogtudományból diplomázott a római Università degli Studi Roma Tre egyetemen, ahol polgár és bírói jogi szakirányú volt. 2003-ban tett szert először jogi gyakorlatra egyetemi tanulmányai mellett, Cesare Previti Forza Italia képviselője és ügyvédnél. 2007-ben tanársegédnek nevezték ki a római Università degli Studi di Roma Foro Italico egyetemen.
Férje Andrea Severini rádiós rendező, aki szintén az 5 Csillag Mozgalom aktivistája. Tőle született 2010-ben a fia.

### Politikai karrierje
Saját kerületének kerületi bizottsági aktivistája volt, 2011 óta az 5 Csillag Mozgalom Róma 14. kerületi szervezetének tagja és alapítója.
A 2013-as olaszországi helyhatósági választásokon a Demokrata Párt jelöltje nyert, Raggi pedig önkormányzati tanácsos lesz. Tanácsosként a város oktatáspolitikai és munkaügyi kérdéseivel foglalkozott.
2015. október 8-án Iganzio Marino polgármester saját pártja a Demokrata Párt nyomására lemondott a személyét és városvezetést ért korrupciós botrányok és szemétszállítási botrány miatt. Marino emellett miután polgármesterként betiltotta Róma belvárosának egyes részeibe az autó behajtást, ő többször is ezekre a helyekre engedély nélkül hajtott be. Október 30-án őt követte 26 demokratapárti önkormányzati tanácsos és így a városi tanács feloszlott. 2015. november 1-től a város ügyvezető polgármestere Francesco Paolo Tronca lett a 2016-os helyhatósági választásokig. 
Az 5 Csillag Mozgalom a helyhatósági választások miatt online szavazást tett közé, hogy eldöntsék ki legyen a párt jelöltje Róma városvezetésére, a szavazatok 45,5%-ával Virginia Raggit jelölték.
2016. június 5.-én tartott helyhatósági választás első fordulójában Virginia Raggi 461 ezer szavazattal 35,25%-os eredménnyel kapta a legtöbb szavazatot, a második fordulóban június 19-én 67,15%-kal győzött és ő lett Róma polgármestere. A város történetében ő az első női polgármester.

### Róma polgármestere
2016. szeptember 21-én egy sajtótájékoztatón hivatalosan is bejelentette, hogy visszavonják Róma jelölését a 2024. évi nyári olimpiai játékok megrendezésére. Indoklásként azt mondta, hogy a város túlságosan eladósodott és nincs pénzük a megrendezésre.
Számos kritika érte hogy a tömegközlekedést és a szemétszállítást nem kezeli a városvezetés megfelelően, ez főleg azután történt, hogy 2017. januárja és 2018 júliusa közt számos, az ATAC – Róma város tömegközlekedési vállalata – által üzemeltetett busz kigyulladt városszerte. Emellett számos metróállomást le kellett zárni a rossz műszaki állapota miatt. A helyzet miatt az Olasz Radikálisok petíciót nyújtottak be 33 ezer lakos aláírásával, hogy Róma önkormányzata közbeszerzés útján szervezze ki az ATAC buszokat alvállalkozóknak, hogy jobb szolgáltatást tudjanak nyújtani. Hosszas huzavona után, végül 2018. novemberében a városi közgyűlés úgy döntött, hogy nem szervezi ki a buszok üzemeltetését.
2019. januárjában a város egy olyan rendeletet hozott, amivel a "piros zónából" (Róma turisták által látogatott központja) kitiltották a buszokat.

### Politikai viták
Raggi jelöltségének kihirdetése után nem sokkal az Il Tempo római napilap egy cikkében arról írt, hogy Raggi 2003-2006 között jogi gyakornokként dolgozott Cesare Previti ügyvédi irodjában, annál a Forza Italia-s politikusnál, aki az Első Berlusconi-kormány alatt honvédelmi miniszter volt, abban a korban pedig Róma jogi képviseltét látta el. Previtit pedig korrupciós ügyei miatt, eltiltották a közügyektől. Azzal vádolta a napilap, hogy a Beppe Grillo blogjába feltöltött önéletrajzban szándékosan hagyott ki részleteket.
A közszolgálati Rai 1 TG1 híradója egy riportjában a 2016-os helyhatósági választások kampányában Virginia Raggit összemosták a Demokrata Párt Campania tartományi tanácsosait érintő Camorra, maffiaszervezettel való kapcsolatukkal, Raggit korruptnak állítva be. Az eset miatt az 5 Csillag Mozgalom a TG1-t PD1-ra nevezték át, utalva arra, hogy a közszolgálati hírműsor a kormánypárt szócsöve lett. Az esetet pedig "A rezsim hányingert keltő szemtelen" propagandájának nevezte. Alessandro Di Battista Raggi párttársa Twitter üzenetében azt írta "Orfeo hírigazgató emlékeztetem, hogy az állampolgárok pénzéből él, nem a Demokrata Párt pénzeiből."